# 雑酒
雑酒（ざっしゅ）とは、日本の酒税法（昭和28年法律第6号）第3条第23号で定義される酒の分類の一つで、清酒・合成清酒・連続式蒸留焼酎・単式蒸留焼酎・みりん・ビール・果実酒・甘味果実酒・ウイスキー・ブランデー・原料用アルコール・発泡酒・その他の醸造酒・スピリッツ・リキュール・粉末酒に含まれない酒類のこと。
合成清酒・みりん・甘味果実酒・リキュール・粉末酒と合わせて「混成酒類」に分類され、税率は、１klにつき20万円（アルコール分が21度以上のものにあつては、20万円にアルコール分が20度を超える１度ごとに１万円を加えた金額）（酒税法第23条第1項第4号）。ただし、その性状がみりんに類似する酒類として政令で定めるものは、１klにつき2万円（酒税法第23条第4項第2号）。この政令で定めるものは酒税法施行令第21条により同令第8条の2に規定するものとされている。、

## 例
灰持酒（赤酒など）、百歳酒などが該当する。